# Efectivitat
L'efectivitat és la capacitat de produir un resultat desitjat. Quan alguna cosa es considera efectiva, significa que té un resultat previst o esperat, o que produeix una impressió profunda i viva.

## Ús
En medicina, l'efectivitat es relaciona amb el bon funcionament d'un tractament a la pràctica, especialment com es mostra en assaigs clínics pragmàtics, en lloc d'eficàcia, que mesura el seu funcionament en assaigs clínics controlats.